# No Tabuleiro da Baiana
No Tabuleiro da Baiana é uma canção (samba-batuque) do compositor brasileiro Ary Barroso, sendo seu primeiro grande sucesso, lançado em 1936. Foi originalmente interpretada por Carmen Miranda e Luiz Barbosa. É a 10ª canção de Ary Barroso mais tocada nos últimos 10 anos no Brasil (2013-2023), nos principais segmentos de execução pública, e a 14ª mais regravada, segundo o  ECAD. Também figurou na 11ª posição na lista das "15 músicas interpretadas por Carmen Miranda" mais tocadas de julho de 2010 a março de 2015, segundo levantamento inédito feito pelo ECAD.
Foi gravada como lado B de "Como vaes você", e obteve mais sucesso imediato do que a faixa principal, que só se tornaria popular no carnaval do ano seguinte. A canção inspirou Ary Barroso a compor outro grande sucesso: Na Baixa do Sapateiro, também inspirado na cidade de Salvador, na Bahia.

## Homenagem
O compositor refere-se a uma das principais figuras típicas de Salvador: a baiana do acarajé, quituteira negra que, vendendo seus produtos nas ruas da capital da Bahia, ganha assim o seu sustento, ao tempo em que manteve vivas as tradições culinárias de origem africana.

## Letra
A letra refere-se aos quitutes comuns no tabuleiro da baiana: vatapá, caruru, mungunzá (embora omita o principal - o acarajé). Mas tudo isso para reportar-se ao encanto e beleza da baiana: "sedução, cangerê, ilusão, candomblé", para finalmente propor-lhe "Meus trapinhos juntar com você".

## Histórico
A letra foi composta por encomenda de Jardel Jercolis, produtor de teatro de revista, para a peça Maravilhosa de 1936, sendo cantada por Déo Maia e Grande Otelo; neste mesmo ano voltou a integrar outra Revista, com Oscarito. Apesar dos direitos de Jercolis serem exclusivos para execução no teatro a canção foi, antes de sua apresentação na peça, gravada por Carmen Miranda e Luís Barbosa.
Em 1937, numa entrevista à revista Carioca, Barroso declarou: "No Tabuleiro da Baiana" foi a primeira música que vendi, tão descrente eu estava do seu mérito. Foi-me encomendada por Jardel Jercolis, que pretendia incluí-la em uma das revistas de sua companhia. A música foi mais 'fabricada' que inspirada; produzi-a mais ou menos à força e acabei compondo-a nos moldes de um batuque feito por mim há vários anos".
Em 1952, foi incluída no filme Carnaval Atlântida, em excelente interpretação de Grande Otelo e Eliana Macedo.
Foi regravada em 1980 pelos baianos Caetano Veloso e Gal Costa, e três anos depois, por Maria Bethânia e João Gilberto.
Em uma performance memorável, Orson Welles se junta a Carmen Miranda para cantar o samba de Ary Barroso no programa de rádio Hello Americans em 15 de novembro de 1942.